# Pieter Neefs den äldre

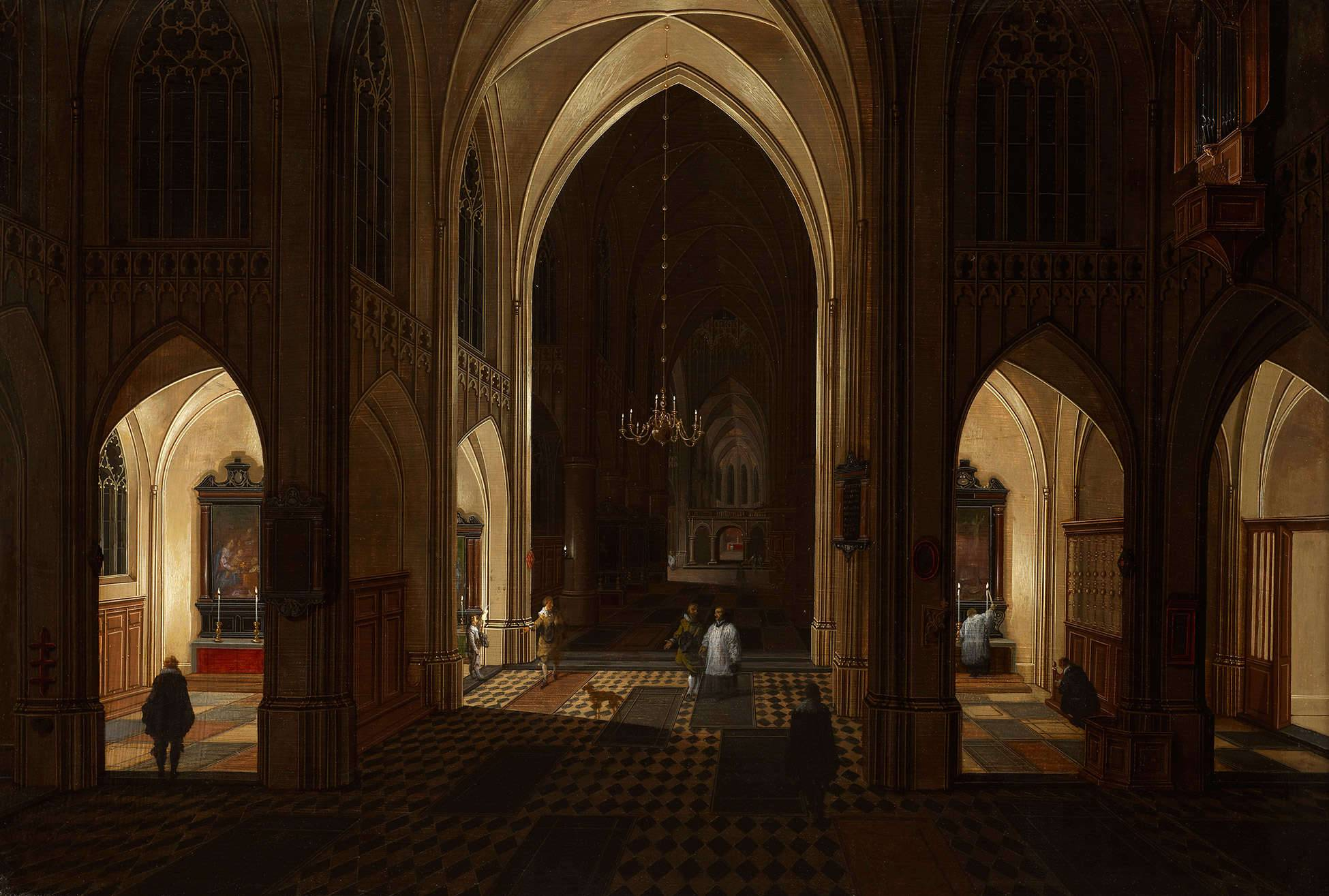
Interiör av en gotisk kyrka om natten.

Pieter Neefs den äldre, född omkring 1578, död omkring 1660, var en flamländsk målare.
Neefs var verksam i Antwerpen och utförde med stor noggrannhet och skarp teckning interiörer över gotiska kyrkor med dagsljus eller artificiell belysning. De små figurerna i hans tavlor är i allmänhet målade av Frans Francken eller andra konstnärer. Nationalmuseum har två målningar av Neefs. Neefs båda söner Lodewijk Neefs (född 1617, troligen död omkring 1649) och Pieter Neefs den yngre (född omkring 1620, död omkring 1675) verkade som konstnärer i samma stil som fadern.